# John O. Aalberg
John O. Aalberg (3 tháng 4 năm 1897 - 30 tháng 8 năm 1984) là một kỹ thuật viên âm thanh Hollywood, người đã làm việc cho các bộ phim bao gồm Citizen Kane và It's a Wonderful Life. Ông ấy đã 10 lần được đề cử giải Oscar và nhận được 3 giải thưởng kỹ thuật từ Viện hàn lâm.
Aalberg đã kết hôn với Sara Jane Moore, người đã cố gắng ám sát Tổng thống Gerald Ford. Họ có một đứa con tên là Fredric W. Aalborg.

## Sự nghiệp điện ảnh
Aalberg đã được đề cử cho mười giải Oscar:
- That Girl from Paris (1936)[1]
- Hitting a New High (1937)[2]
- Vivacious Lady (1938)[3]
- The Hunchback of Notre Dame (1939)[4]
- Kitty Foyle: The Natural History of a Woman (1940)[5]
- Swiss Family Robinson (1940)[5]
- Citizen Kane (1941)[6]
- It's a Wonderful Life (1946)[7]
- Two Tickets to Broadway (1951)[8]
- Susan Slept Here (1954)[9]